# Børsa
Børsa är en tätort i Skauns kommun i Trøndelag fylke i Norge. Orten utgör kommunens centralort.
Tidigare har orten utgjort centralort dåvarande Børsa kommun.